# 粉川拓也
粉川 拓也（こがわ たくや、1985年4月5日 - ）は、日本のプロボクサー。東京都墨田区出身。角海老宝石ボクシングジム所属。ニックネームは「内藤2世」。第53代・第55代日本フライ級王者。第31代OPBF東洋太平洋スーパーフライ級王者。入場曲は湘南乃風「Left & Right〜名も無き足跡〜」。

## 来歴
ボクシングを始めたのは中学2年で、その時は江戸川区のジムに入門したが、1週間で退会。高校は定時制に進むも2年で中退して就職した後、18歳で宮田ジムに入門。

### プロデビュー
2005年6月26日、ディファ有明での齋藤慶尚戦でデビュー。
10月10日、後楽園ホールでのWBC世界フライ級タイトルマッチ、ポンサクレック・ウォンジョンカム VS 内藤大助の前座にて、茂木公弘と対戦。1回にプロ初のダウンを喫してピンチに陥るが、4回に相手を棒立ちにさせてレフェリーストップとなり、逆転TKO勝利。
2006年9月28日、日高亮に判定で初黒星。
2007年1月24日、初の6回戦として原田英雄と対戦し、判定で降す。同年にはB級トーナメントバンタム級優勝。
2008年3月8日、両国国技館で開かれた内藤大助 VS ポンサクレック・ウォンジョンカムの世界戦の前座において初の8回戦としてヨック・シットサイトーンと対戦し、1回KO勝利。
9月28日、ディファ有明にて初のメインエベンターかつ10回戦。OPBF東洋太平洋スーパーフライ級2位のリチャード・オリサに判定勝利。
12月23日、両国国技館で開かれた内藤大助 VS 山口真吾の世界戦他「3大タイトルマッチ」の前座でワンパデスック・シッサイトーンと対戦し、4回TKO勝利。
2009年7月7日、前の試合で内藤大助のWBC王座に挑戦した熊朝忠と対戦して3-0で判定勝利。この試合はTBSチャンネルで生中継され、この頃より「内藤2世」と呼ばれるようになる。また、この勝利で世界ランク入りとなった。
11月29日、さいたまスーパーアリーナで開かれたダブル世界戦（WBC世界フライ級・内藤大助 VS 亀田興毅、WBC女子世界アトム級・小関桃 VS ティラポーン・パンニミット）の前座としてモクル・ギラルアングレンスパンを1回KOで降す。

### 東洋太平洋王座獲得
2010年10月28日、河野公平が世界王座挑戦のため返上して空位となっていたOPBF東洋太平洋スーパーフライ級王座を、1位のダニーロ・ペーニャで争う。3回にダウンを奪い、6回に偶然のバッティングで負傷判定となり、3-0の判定勝ちを収めて自身初の王座獲得。その後、世界王座挑戦のため防衛戦を行うことなく返上。

### 世界王座初挑戦
2011年7月1日、ソンクラー県ハートヤイ郡に乗り込み、ポンサクレック・ウォンジョンカムが持つWBC世界フライ級王座に挑戦。試合は8回に左ストレート2発を浴びてぐらつき、最終12回にはダウン寸前まで追い込まれた末に最大8点差を付けられての12回判定負けで、世界初挑戦での王座獲得はならなかった。この試合は海外で行われた世界戦としては近年では珍しくTBSの地上波で7月12日深夜に録画中継された（福岡で開かれた亀田和毅・大毅、黒木優子の試合と合わせて深夜枠で放送）。

### 日本王座獲得
2012年1月26日、五十嵐俊幸が世界王座挑戦のため返上して空位となっていた日本フライ級王座を日本1位の池原繁尊と争い、3-0の僅差判定勝ちを収めて王座を獲得した。
2012年4月26日、チャンピオンカーニバルの一戦として林徹磨を相手に初防衛戦を行い、3-0の判定勝ちで初防衛に成功した。
2012年10月31日、山口桂太を9回TKOで退け、2度目の防衛に成功。この試合は日本ボクシング界初となるネット生中継が実施された。
3度目の防衛戦は2013年2月27日にチャンピオンカーニバルの一戦として池原繁尊とのリマッチ。2回にダウンを奪われるも徐々に巻き返し、10回に右ストレートでダウンを奪ったところでレフェリーストップ、TKO勝利で防衛成功。
2013年12月10日、4度目の防衛戦を村中優相手に行う。手数を増やして攻めるものの、右フックを浴びて3回にダウンを奪われ、1-2判定で敗れ王座陥落となった。

### 世界王座再挑戦
2014年3月4日、ナコーンラーチャシーマー県に乗り込み、WBA世界フライ級暫定王者ヨーッモンコン・ウォー・センテープに挑戦するが、0-2判定で王座獲得に失敗した。
2014年10月10日、後楽園ホールで久高寛之と対戦し、3-0の判定勝ちを収め再起に成功した。
2015年4月27日、日本フライ級1位にランクインした。

### 日本王座再獲得
2015年7月17日、村中優の王座剥奪に伴い日本フライ級2位の斎藤洋輝と日本フライ級王座決定戦を行い、10回3-0（97-93、98-92、98-92）の判定勝ちを収め日本王座への返り咲きに成功した。8月5日、東日本ボクシングの2015年7月度月間敢闘賞に選出された。
2015年11月5日、後楽園ホールで行われた「DANGAN144」で林徹磨と対戦し、10回3-0（97-93、97-93、96-94）の判定勝ちを収め初防衛に成功した。
2016年3月18日、後楽園ホールで行われた「DANGAN157」で元日本ライトフライ級王者で日本フライ級1位の黒田雅之と対戦し、10回3-0（97-93、98-92、98-92）の判定勝ちを収め2度目の防衛に成功した。
2016年7月15日、後楽園ホールで行われた「DANGAN163」で日本フライ級7位の大嶽正史と対戦し、10回3-0（100-90、100-90、99-91）の判定勝ちを収め3度目の防衛に成功した。
2016年10月25日、後楽園ホールで行われた「DANGAN168/Tomorrow's Champion32」で日本フライ級4位の新井雄大と対戦し、10回3-0（97-93、97-93、98-92）の判定勝ちを収め4度目の防衛に成功した。
2017年6月13日、後楽園ホールで行われた「DANGAN185」で暫定王者の黒田雅之と王座統一戦を行い、10回1-2（95-94、93-96、94-95）の判定負けを喫し王座統一に失敗、1年11ヵ月保持していた正規王座は暫定王座に吸収される形で消滅した。
2017年12月11日、後楽園ホールで行われた「DANGAN203」で藤本直人と53.0kg契約8回戦を行い、8回3-0（77-76、77-75、78-74）の判定勝ちを収め再起に成功した。
2018年7月27日、後楽園ホールで行われた「ガッツファイティング&DANGAN214」で阪下優友とスーパーフライ級8回戦を行い、1-1（76-75、75-76、76-76）の判定で引き分けとなった。
2018年12月7日付けで角海老宝石ジムに移籍した。
2019年5月8日、後楽園ホールで渡邉秀行とフライ級8回戦を行い、8回判定2-1（77-76、77-75、76-77）で判定勝ちを収め、移籍初戦を勝利で飾った。
2019年8月23日、後楽園ホールでOPBF東洋太平洋フライ級王者でWBCフライ級15位のジェイアール・ラクィネルと対戦、1回にダウンを奪うも、8回にラクィネルの左を食らってダウンを奪われ主審が即ストップ、8回57秒TKO負けを喫し王座獲得に失敗した。試合後は担架での退場となった。粉川にとっては、プロで初めてのKO負けとなった。
2020年10月14日、後楽園ホールで日本ライトフライ級6位の山口隼人と対戦し、6回1分39秒TKO勝ちを収めた。
2021年3月24日、後楽園ホールで日本フライ級6位の小坂駿と対戦し、8回3-0（78-74、77-75×2）で判定勝ちを収めた。
2022年2月27日、サントピア岡山総社にて日本フライ級王者のユーリ阿久井政悟と対戦し、10回0-3（90-100×3）判定負けを喫した。

## 戦績
- プロボクシング：41戦 32勝（14KO）8敗1分

| 戦           | 日付           | 勝敗 | 時間     | 内容        | 対戦相手                           | 国籍       | 備考                                     |
| ------------ | -------------- | ---- | -------- | ----------- | ---------------------------------- | ---------- | ---------------------------------------- |
| 1            | 2005年6月26日  | 勝利 | 4R       | 判定3-0     | 齋藤慶尚(角海老宝石)               | 日本       | デビュー戦                               |
| 2            | 2005年10月10日 | 勝利 | 4R 1:24  | TKO         | 茂木公弘(ナカハマ)                 | 日本       |                                          |
| 3            | 2006年4月18日  | 勝利 | 4R 0:15  | 負傷判定3-0 | 松本光司(五代)                     | 日本       |                                          |
| 4            | 2006年6月13日  | 勝利 | 4R       | 判定2-0     | 小林拓也(花形)                     | 日本       |                                          |
| 5            | 2006年8月1日   | 勝利 | 4R 0:52  | KO          | トップネーション大原(川島)         | 日本       |                                          |
| 6            | 2006年9月28日  | 敗北 | 4R       | 判定0-3     | 日高亮(W三迫)                      | 日本       |                                          |
| 7            | 2007年1月24日  | 勝利 | 6R       | 判定3-0     | 原田英雄(横浜光)                   | 日本       |                                          |
| 8            | 2007年5月8日   | 勝利 | 3R 0:05  | TKO         | 石渡謙次(船橋ドラゴン)             | 日本       |                                          |
| 9            | 2007年8月6日   | 勝利 | 1R 1:47  | KO          | 野中孝政(M.T)                      | 日本       |                                          |
| 10           | 2007年10月30日 | 勝利 | 5R 2:20  | TKO         | 丸山有二(野口)                     | 日本       |                                          |
| 11           | 2008年3月8日   | 勝利 | 1R 2:43  | KO          | ヨック・シッサイトーン             | タイ       |                                          |
| 12           | 2008年9月28日  | 勝利 | 10R      | 判定3-0     | リチャード・オリサ                 | フィリピン |                                          |
| 13           | 2008年12月23日 | 勝利 | 4R 0:42  | TKO         | ワンパデスック・シッサイトーン     | タイ       |                                          |
| 14           | 2009年7月7日   | 勝利 | 10R      | 判定3-0     | 熊朝忠                             | 中国       |                                          |
| 15           | 2009年11月29日 | 勝利 | 1R 1:56  | KO          | モクル・ギラルアングレンスパン     | タイ       |                                          |
| 16           | 2010年3月9日   | 勝利 | 3R 0:37  | TKO         | 李範永                             | 韓国       |                                          |
| 17           | 2010年5月9日   | 勝利 | 2R 2:15  | KO          | ナンポンノイ・パタナカーンジム     | タイ       |                                          |
| 18           | 2010年10月28日 | 勝利 | 6R 1:50  | 負傷判定3-0 | ダニーロ・ペーニャ                 | フィリピン | OPBF東洋太平洋スーパーフライ級王座決定戦 |
| 19           | 2011年7月1日   | 敗北 | 12R      | 判定0-3     | ポンサクレック・ウォンジョンカム   | タイ       | WBC世界フライ級タイトルマッチ            |
| 20           | 2012年1月26日  | 勝利 | 10R      | 判定3-0     | 池原繁尊(横浜光)                   | 日本       | 日本フライ級王座獲得                     |
| 21           | 2012年4月26日  | 勝利 | 10R      | 判定3-0     | 林徹磨(セレス)                     | 日本       | 日本王座防衛1                            |
| 22           | 2012年10月31日 | 勝利 | 9R 0:50  | TKO         | 山口桂太(八王子中屋)               | 日本       | 日本王座防衛2                            |
| 23           | 2013年2月27日  | 勝利 | 10R 0:12 | TKO         | 池原繁尊(横浜光)                   | 日本       | 日本フライ級王座防衛3                    |
| 24           | 2013年9月2日   | 勝利 | 3R 2:01  | KO          | ペックラピー・シッサイトーン       | タイ       |                                          |
| 25           | 2013年12月10日 | 敗北 | 10R      | 判定1-2     | 村中優(F赤羽)                      | 日本       | 日本フライ級王座陥落                     |
| 26           | 2014年3月4日   | 敗北 | 12R      | 判定0-2     | ヨーッモンコン・ウォー・センテープ | タイ       | WBA暫定・世界フライ級タイトルマッチ      |
| 27           | 2014年10月10日 | 勝利 | 8R       | 判定3-0     | 久高寛之(仲里)                     | 日本       |                                          |
| 28           | 2015年7月17日  | 勝利 | 10R      | 判定3-0     | 斎藤洋輝(ワタナベ)                 | 日本       | 日本フライ級王座決定戦                   |
| 29           | 2015年11月5日  | 勝利 | 10R      | 判定3-0     | 林徹磨(セレス)                     | 日本       | 日本フライ級王座防衛1                    |
| 30           | 2016年3月18日  | 勝利 | 10R      | 判定3-0     | 黒田雅之(川崎新田)                 | 日本       | 日本フライ級王座防衛2                    |
| 31           | 2016年7月15日  | 勝利 | 10R      | 判定3-0     | 大嶽正史(石橋)                     | 日本       | 日本フライ級王座防衛3                    |
| 32           | 2016年10月25日 | 勝利 | 10R      | 判定3-0     | 新井雄大(渡嘉敷)                   | 日本       | 日本フライ級王座防衛4                    |
| 33           | 2017年6月13日  | 敗北 | 10R      | 判定1-2     | 黒田雅之(川崎新田)                 | 日本       | 日本フライ級王座陥落                     |
| 34           | 2017年12月11日 | 勝利 | 8R       | 判定3-0     | 藤本直人(新日本木村)               | 日本       |                                          |
| 35           | 2018年7月27日  | 引分 | 8R       | 判定1-1     | 阪下優友(角海老宝石)               | 日本       |                                          |
| 36           | 2019年5月8日   | 勝利 | 8R       | 判定2-1     | 渡邉秀行(Reason郡山)               | 日本       |                                          |
| 37           | 2019年8月23日  | 敗北 | 8R 0:57  | TKO         | ジェイアール・ラクィネル           | フィリピン | OPBF東洋太平洋フライ級タイトルマッチ     |
| 38           | 2020年10月14日 | 勝利 | 6R 1:39  | TKO         | 山口隼人（三迫）                   | 日本       |                                          |
| 39           | 2021年3月24日  | 勝利 | 8R       | 判定3-0     | 小坂駿（SUN-RISE）                 | 日本       |                                          |
| 40           | 2022年2月27日  | 敗北 | 8R       | 判定0-3     | ユーリ阿久井政悟（倉敷守安）       | 日本       | 日本フライ級タイトルマッチ               |
| 41           | 2022年11月8日  | 敗北 | 5R 1:13  | TKO         | 青山功（セレス）                   | 日本       |                                          |
| テンプレート |                |      |          |             |                                    |            |                                          |

## 獲得タイトル
- 第31代OPBF東洋太平洋スーパーフライ級王座（防衛0→返上）
- 第53代日本フライ級王座（防衛3）
- 第55代日本フライ級王座（防衛4）

## エピソード
- 日本で2011年に発売されたエナジードリンク「マッドクロック」のイメージキャラクターをF1ドライバーの小林可夢偉とともに務めている。
- 2012年7月9日、タカラトミーのロボット玩具「バトロボーグ20」の発売直前イベントに登場し、お笑い芸人のスギちゃんと“「バトロボーグ20」ワイルド級タイトルマッチ”を決行。負けたら、次の試合のリングインの時にスギちゃんが着ているデニムの上着を羽織るという罰ゲームを突きつけられた。3戦で2勝1敗だったが、泣きの1回をせがまれ敗れ、デニムでリングインとなった。実行するかは「スポンサーとの相談」次第。[31]
- ベストカラアゲニスト（日本唐揚協会） - 2013アスリート部門受賞[32]。